# Шикли
Шѝкли (на италиански и на сицилиански Scicli) е град и община в южна Италия, провинция Рагуза, в автономен регион и остров Сицилия. Разположен е на 106 м надморска височина. Населението на града е 26 556 души (към 30 декември 2010 г.).